# Lectio Divina

Lectio Divina (del latín: lectura divina ‘lectura orante’) es una metodología de reflexión y oración de un texto.
En cristianismo occidental como el catolicismo, luteranismo o anglicanismo, Lectio Divina es una práctica monástica tradicional de lectura de las escrituras, meditación y oración destinada a promover la comunión con Dios y aumentar el conocimiento de la palabra de Dios Logos. En opinión de un comentarista, no trata las Escrituras como textos para estudiar, sino como la palabra viva.
Tradicionalmente, la Lectio Divina tiene cuatro pasos separados: «leer, meditar, rezar, contemplar». Primero se lee un pasaje de las Escrituras, luego se reflexiona sobre su significado. A esto le sigue la oración y la contemplación de la Palabra de Dios.
El enfoque de la Lectio Divina no es un análisis teológico de los pasajes bíblicos, sino verlos con Cristo como la clave de su significado. Por ejemplo, dada la declaración de Jesús en Juan 14,27: «Les dejo la paz. Les doy mi paz», un enfoque analítico se centraría en el motivo de la declaración durante la Última Cena, el contexto, etc. En la Lectio Divina, sin embargo, el practicante «entra» y comparte la paz de Cristo en lugar de «diseccionarla». En algunas enseñanzas cristianas, se entiende que esta forma de oración meditativa conduce a un mayor conocimiento de Cristo.
Las raíces de la reflexión e interpretación de las escrituras se remontan a Orígenes en el siglo III, después de quien Ambrosio les enseñó a Agustín de Hipona. La práctica monástica de Lectio Divina fue establecida por primera vez en el siglo VI por Benedicto de Nursia y luego fue formalizada como un proceso de cuatro pasos por el Cartujo monje Guigo II durante el siglo XII. En el siglo XX, la constitución Dei verbum del Concilio Vaticano II recomendó la Lectio Divina al público en general y su importancia fue afirmada por el Papa Benedicto XVI a principios del siglo XXI.

## Historia y desarrollo

### Principios tempranos

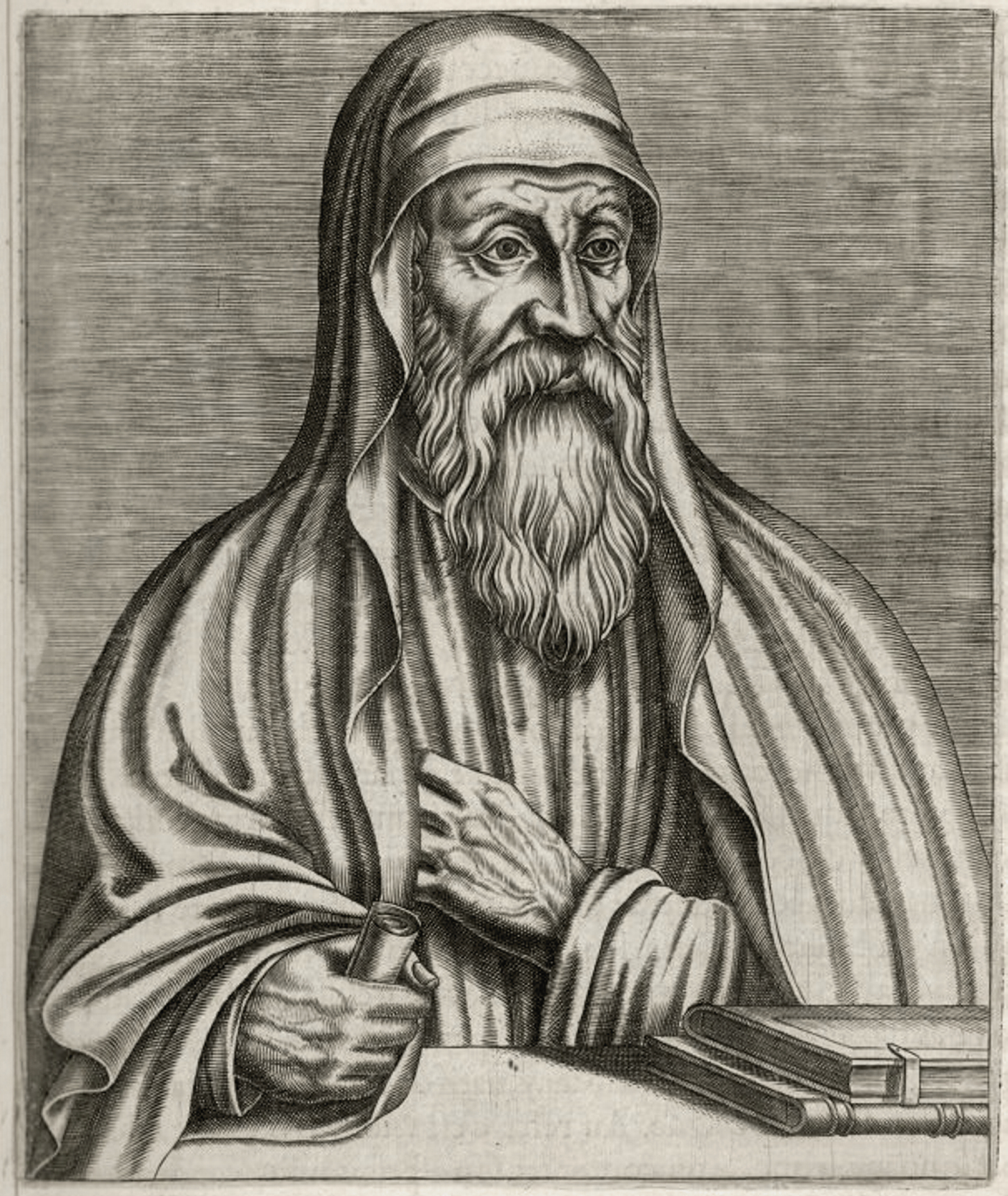
Orígenes consideró el enfoque en Cristo la clave para interpretar las Escrituras.

Antes del comienzo de las comunidades monásticas del cristianismo occidental, una contribución clave a la fundación de Lectio Divina vino de Orígenes en el siglo III, con su visión de la "Escritura como sacramento". En una carta a Gregory of Neocaesarea Orígenes escribió: "Cuando te dedicas a lo divino... busca el significado de las palabras divinas que están ocultas a la mayoría de la gente". Orígenes creía que  La Palabra (es decir, "Logos") estaba encarnado en las Escrituras y, por lo tanto, podía tocar y enseñar a los lectores y oyentes. Orígenes enseñó que la lectura de las Escrituras podría ayudar a ir más allá de los pensamientos elementales y descubrir la sabiduría superior escondida en la "Palabra de Dios".
En el enfoque de Orígenes, el principal elemento interpretativo de la Escritura es Cristo. En su opinión, todos los textos bíblicos son secundarios a Cristo y son solo revelaciones en la medida en que se refieren a Cristo como  La Palabra de Dios. En este punto de vista, usar a Cristo como la "clave interpretativa" desbloquea el mensaje en los textos bíblicos.
El "papel primordial" de Orígenes en la interpretación de las Escrituras fue reconocido por el Papa Benedicto XVI. Los métodos de Orígenes fueron luego aprendidos por Ambrosio de Milán, quien hacia el final del siglo IV los enseñó a San Agustín, introduciéndolos así en las tradiciones monásticas de la  Iglesia occidental después de eso.
En el siglo IV, cuando los Padres del Desierto comenzaron a buscar a Dios en los desiertos de Palestina y Egipto, produjeron modelos tempranos de monaquismo cristiano que persistieron en la Iglesia Oriental. Estas primeras comunidades dieron lugar a la tradición de una vida cristiana de "oración constante" en un marco monástico. Aunque los monjes del desierto se reunían para escuchar la recitación de las Escrituras en público, y luego recitaban esas palabras en privado en sus celdas, esta no era la misma práctica que lo que más tarde se convirtió en "Lectio Divina", ya que no implicaba ningún paso meditativo.

### Monaquismo de los siglos VI al XII

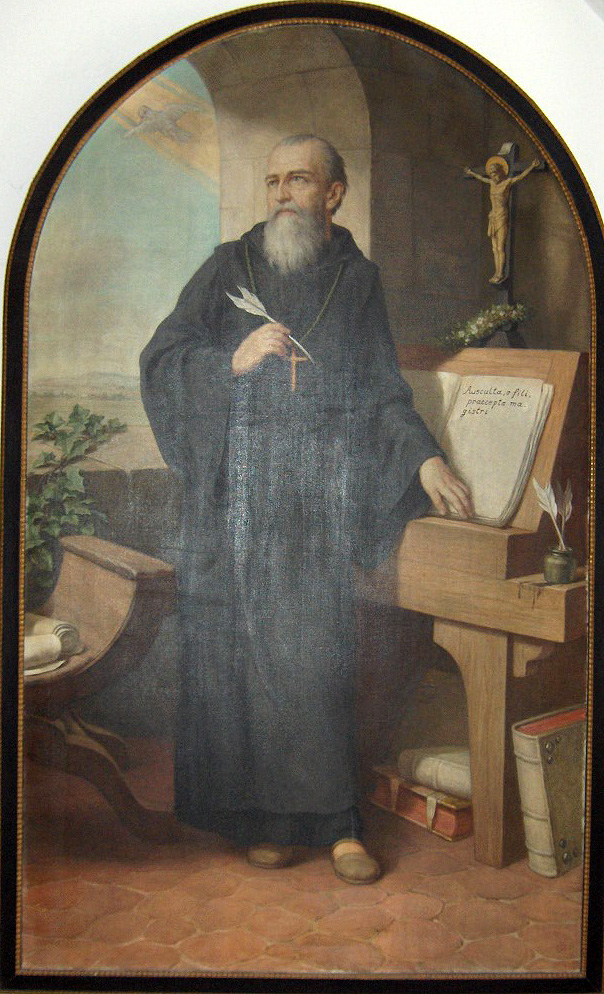
Benito de Nursia

Después de Orígenes, Padres de la Iglesia como Ambrosio de Milán, Agustín de Hipona y San Hilario de Poitiers utilizaron los términos "Lectio Divina" y "Lectio Sacra" para referirse a la lectura de la Escritura.
Según Jean Leclercq, OSB, los fundadores de la tradición medieval de la "Lectio Divina" fueron San Benito y Gregorio Magno. Sin embargo, los métodos que emplearon tenían precedentes en el período bíblico tanto en hebreo como en griego. Un texto que combina estas tradiciones es Romanos 10: 8-10 donde Apóstol Pablo se refiere a la presencia de la palabra de Dios en la "boca o corazón" del creyente. Fue la recitación del texto bíblico lo que proporcionó el fundamento de la "Lectio Divina".
Con el lema Ora et labora ("Orar y trabajar"), la vida diaria en un monasterio benedictino constaba de tres elementos: oración litúrgica, trabajo manual y Lectio Divina, una tranquila lectura orante de la Biblia. Esta lectura lenta y reflexiva de la Escritura, y la consiguiente reflexión sobre su significado, fue su meditación cristiana. Esta práctica espiritual se llama "lectura divina" o "lectura espiritual" lectio divina.
Benedicto escribió: "La ociosidad es enemiga del alma. Por lo tanto, los hermanos deberían tener períodos específicos de trabajo manual así como de lectura en oración [lectio divina]". La Regla de San Benito (capítulo # 48) estipulaba tiempos y modales específicos para la "Lectio Divina". Toda la comunidad de un monasterio debía participar en las lecturas durante el domingo, excepto aquellos que tuvieran otras tareas que realizar.
A principios del siglo XII, San Bernardo de Claraval jugó un papel decisivo en volver a enfatizar la importancia de la "Lectio Divina" dentro de la orden cisterciense. Bernardo consideró la "Lectio Divina" y la contemplación guiada por el Espíritu Santo como las claves para nutrir la espiritualidad cristiana.

### Formalización a finales delsigloXII
Busque en "lectura" y encontrará en "meditación"; llama en "oración" y se te abrirá en "contemplación" - Las cuatro etapas de la "Lectio Divina" como lo enseñó Juan de la Cruz.

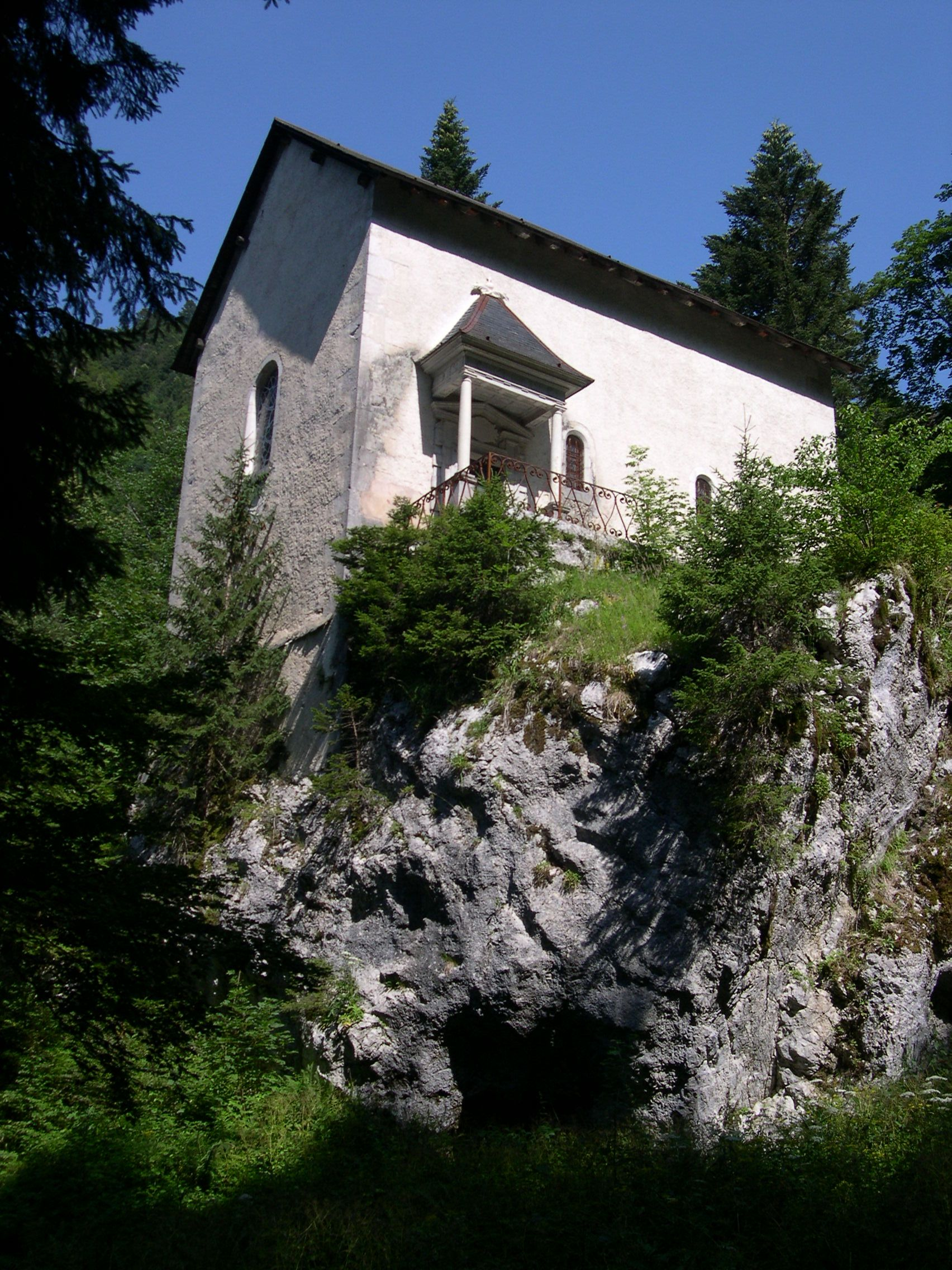
Una capilla en Grande Chartreuse donde "La escalera del monje" fue escrita por Guigo II

La progresión de la lectura de la Biblia, la meditación, la oración y la consideración amorosa por Dios, fue descrita formalmente por primera vez por Guigo II, un Cartujo monje y prior de Grande Chartreuse que murió a finales del siglo XII. La orden de la Cartuja sigue su propia Regla, llamada Estatutos, en lugar de la Regla de San Benito.
El libro de Guigo II "La escalera de los monjes" está subtitulado "una carta sobre la vida contemplativa" y se considera la primera descripción de la oración metódica en la tradición mística occidental. En las cuatro etapas de Guigo, uno lee primero, lo que lleva a pensar (es decir,  meditar sobre) el significado del texto; ese proceso a su vez lleva a la persona a responder en oración como la tercera etapa. La cuarta etapa es cuando la oración, a su vez, apunta al don de la quietud silenciosa en la presencia de Dios, llamado contemplación.
Guigo nombró los cuatro escalones de esta "escalera" de oración con los términos latinos lectio, meditatio, oratio y contemplatio. En el siglo XIII, la regla Carmelita de San Alberto prescribió a los Carmelitas la meditación diaria en oración sobre la Palabra de Dios, es decir, rumiar día y noche la Ley Divina. La Lectio Divina junto con la celebración diaria de la liturgia es hasta el día de hoy el pilar de la oración en el Carmelo.
La "Lectio Divina" fue practicada por Santo Domingo de Guzmán, fundador de la Orden Dominicana.
En el siglo XIV, Gerard de Zutphen se basó en la "Escalera de Guigo" para escribir su obra principal "Sobre las ascensiones espirituales". Zutphen advirtió contra la meditación considerada sin leer las escrituras, y enseñó que la lectura prepara la mente para que la meditación no caiga en errores. De manera similar, enseñó que la meditación prepara la mente para la contemplación.

### Siglo 16
A principios del siglo XVI, los métodos de "oración metódica" habían llegado a España y San Juan de la Cruz enseñó las cuatro etapas de Guigo II a sus monjes. Durante el siglo, los reformadores protestantes como Juan Calvino continuaron abogando por la "Lectio Divina". Una versión  Reformada de la  Lectio Divina  también era popular entre los Puritanos: Richard Baxter, un teólogo puritano, defendió la práctica.

### Renacimiento de los siglosXXyXXI

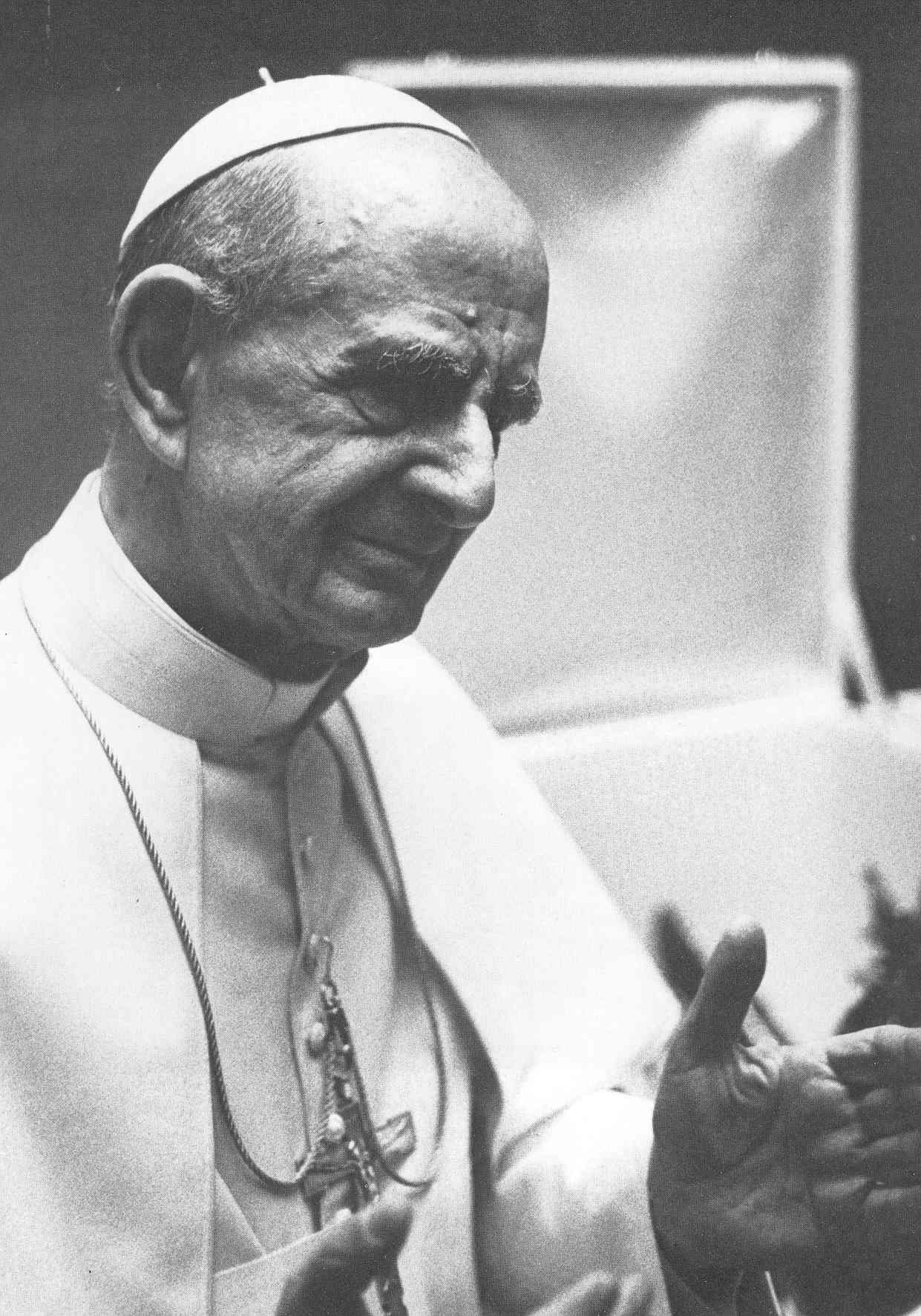
Papa Pablo VI, quien promulgó la constitución del Concilio Vaticano II Dei verbum

A mediados del siglo XIX, el enfoque  Crítica histórica del análisis bíblico que había comenzado más de un siglo antes y se centró en determinar la historicidad de los episodios del evangelio, había quitado parte del énfasis en la difusión  Lectio Divina  fuera de las comunidades monásticas. Sin embargo, la primera parte del siglo XX fue testigo de un renacimiento en la práctica, y a mediados de siglo comenzaron a aparecer libros y artículos sobre la  Lectio Divina  dirigidos al público en general.
En 1965, uno de los principales documentos del Concilio Vaticano II, la constitución dogmática 'Dei verbum' '("Palabra de Dios") enfatizó el uso de la "Lectio Divina". En el 40 aniversario de  Dei verbum  en 2005, Papa Benedicto XVI reafirmó su importancia y declaró:

En particular, quisiera recordar y recomendar la antigua tradición de la Lectio Divina: la lectura diligente de la Sagrada Escritura acompañada de la oración provoca ese diálogo íntimo en el que quien lee escucha a Dios que habla, y al orar, responde. a él con confiada apertura de corazón Dei verbum. Si se promueve eficazmente, esta práctica traerá a la Iglesia -estoy convencido de ello- una nueva primavera espiritual.

En su discurso del Ángelus del 6 de noviembre de 2005, Benedicto XVI enfatizó el papel del  Espíritu Santo en la Lectio Divina: In sus discursos anuales de Cuaresma a los sacerdotes de la diócesis de Roma, el Papa Benedicto, principalmente después del Sínodo de los Obispos sobre la Biblia de 2008, enfatizó la importancia de la Lectio Divina, como en 2012, cuando usó Efesios 4 1-16 en un discurso sobre ciertos problemas a los que se enfrenta la Iglesia. De antemano, él y el Papa Juan Pablo II habían utilizado un formato de preguntas y respuestas. "Una condición para la Lectio Divina es que la mente y el corazón estén iluminados por el Espíritu Santo, es decir, por el mismo Espíritu que inspiró las Escrituras, y que se acerquen a ellos con una actitud de "audiencia reverencial".
Desde la última parte del siglo XX, la popularidad de la Lectio Divina ha aumentado fuera de los círculos monásticos y muchos católicos laicos, así como algunos protestantes, la practican, a veces llevando un "diario de Lectio" en el que registran sus pensamientos y contemplaciones después de cada sesión. La importancia de la "Lectio Divina" también se enfatiza en la Comunión Anglicana.

## Los cuatro movimientos de laLectio Divina
Históricamente, la Lectio Divina ha sido una "práctica comunitaria" realizada por los monjes en los monasterios. Aunque se puede abordar de forma individual, no debe olvidarse su elemento comunitario.
La Lectio Divina se ha comparado con el 'deleite de la Palabra': primero, el tomar un bocado (lectio); luego masticarlo (meditatio); saborear su esencia (oratio) y, finalmente, "digerirla" y hacerla parte del cuerpo (contemplatio). En las enseñanzas cristianas, esta forma de oración meditativa conduce a un mayor conocimiento de Cristo.
A diferencia de las prácticas meditativas en cristianismo oriental -por ejemplo, hesicasmo, donde la oración de Jesús se repite muchas veces;- Lectio Divina usa diferentes pasajes de las Escrituras en diferentes momentos. Aunque un pasaje puede repetirse unas cuantas veces, "Lectio Divina" no es esencialmente de naturaleza repetitiva.

### Lectio("leyendo")
estas son las cosas que Dios nos ha revelado por su Espíritu. El Espíritu todo lo escudriña, aun lo profundo de Dios 1 Corintios 2:9–10.

Manos en la Biblia, Alberto Durero,.

El primer paso es la lectura de las Escrituras. Para lograr un estado de ánimo tranquilo y sereno, se recomienda la preparación antes de la Lectio Divina. La referencia bíblica para la preparación a través de la quietud es el Salmo 46:10: "Estad quietos y reconoced que yo soy Dios". Un ejemplo sería sentarse en silencio y en silencio y recitar una oración invitando al Espíritu Santo a guiar la lectura de la Escritura que sigue.
La base bíblica para la preparación se remonta a 1 Corintios 2: 9-10 que enfatiza el papel del Espíritu Santo en la revelación de la Palabra de Dios. Como en la declaración de Juan el Bautista en Juan 1:26 de que "en medio de vosotros está uno a quien no conocéis", el paso preparatorio debe abrir la mente para encontrar a Cristo en el pasaje que se está leyendo.
Después de la preparación, el primer movimiento de la "Lectio Divina" es la lectura lenta y gradual del pasaje de las escrituras, quizás varias veces. La base bíblica de la lectura se remonta a Romanos 10: 8-10 y la presencia de la palabra de Dios en la "boca o corazón" del creyente. La lectura atenta inicia el proceso mediante el cual se puede lograr un mayor nivel de comprensión. En el enfoque tradicional  Benedictino, el pasaje se lee lentamente cuatro veces, cada vez con un enfoque ligeramente diferente.

### Meditatio("meditación")
Aunque la Lectio Divina implica la lectura, es menos una práctica de lectura que una de escuchar el mensaje interior de la Escritura transmitido a través del Espíritu Santo. La Lectio Divina no busca información ni motivación, sino comunión con Dios. No trata las Escrituras como un texto para ser estudiado, sino como la Palabra viva.

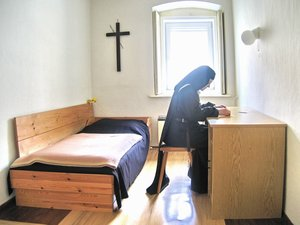
Una monja carmelita en su celda, meditando en la Biblia.

El segundo movimiento de la "Lectio Divina" implica, por tanto, meditar y reflexionar sobre el pasaje de las Escrituras. Cuando se lee el pasaje, generalmente se aconseja no tratar de asignarle un significado al principio, sino esperar a que la acción del Espíritu Santo ilumine la mente, mientras se reflexiona sobre el pasaje.
La palabra inglesa ponder proviene del latín "pondus", que se relaciona con la actividad mental de sopesar o considerar. Para reflexionar sobre el pasaje que se ha leído, se considera suave y suavemente desde varios ángulos. Nuevamente, el énfasis no está en el análisis del pasaje, sino en mantener la mente abierta y permitir que el Espíritu Santo le inspire un significado.
Un pasaje de ejemplo puede ser la declaración de Jesús durante la Última Cena en Juan 14:27: "La paz os dejo, mi paz os doy".
Un enfoque analítico se centraría en por qué Jesús dijo eso, el hecho de que se dijo en la Última Cena y el contexto dentro del episodio bíblico. Puede seguir otro análisis teológico, p. Ej, el costo al que Jesús el Cordero de Dios proporcionó paz a través de su obediencia a la voluntad del Padre, etc.
Sin embargo, estos análisis teológicos generalmente se evitan en la Lectio Divina, donde el foco está en Cristo como la clave que interpreta el pasaje y lo relaciona con el meditador. Entonces, en lugar de "diseccionar la paz" de manera analítica, el practicante de la "Lectio Divina" "entra en la paz" y comparte la paz de Cristo. Por lo tanto, el enfoque estará en lograr la paz a través de una comunión más cercana con Dios en lugar de un análisis bíblico del pasaje. Otros pasajes similares pueden ser "Permaneced en mi amor", "Yo soy el Buen Pastor", etc.

### Oratio("oración")

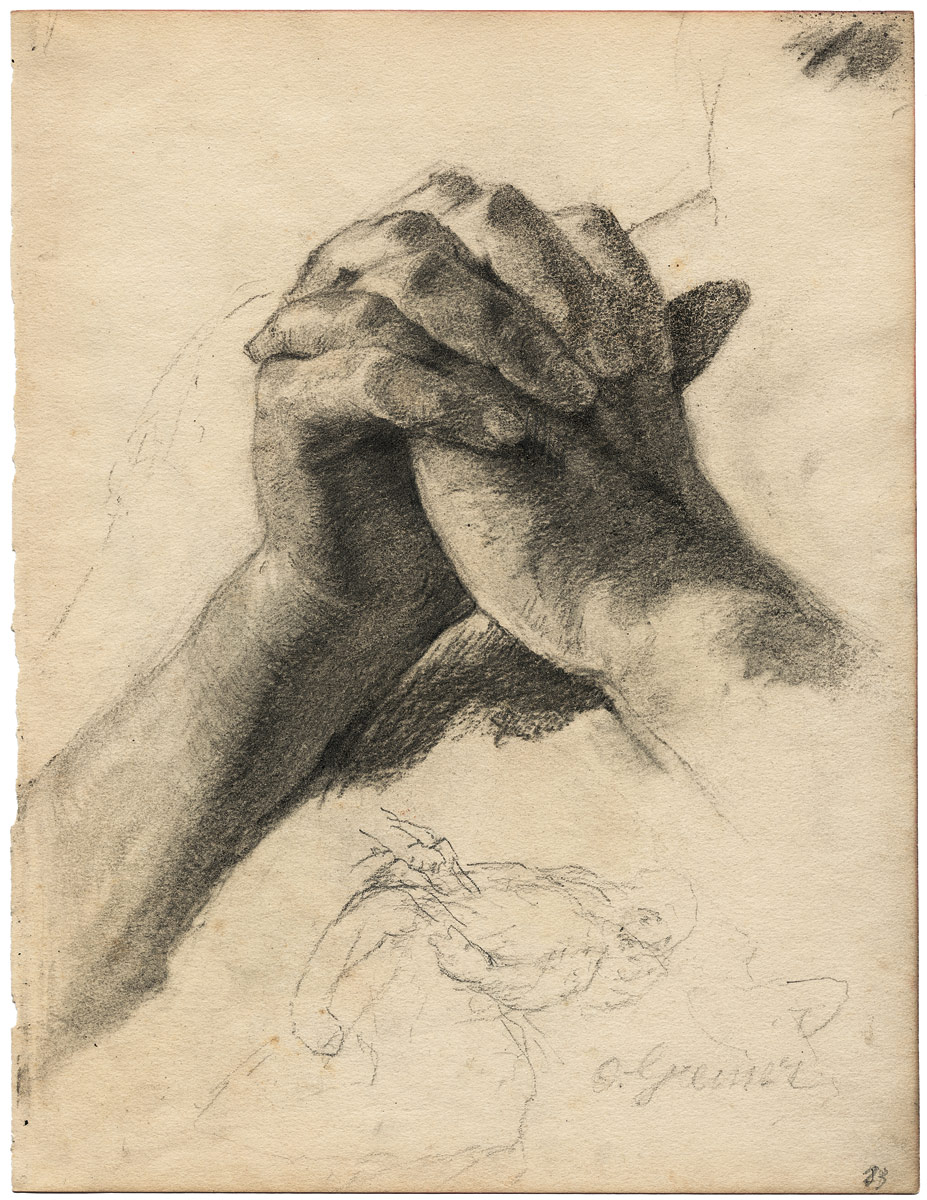
Manos en oración por Otto Greiner, c. 1900

En la tradición cristiana, la  oración se entiende como diálogo con Dios, es decir, como conversación amorosa con Dios que nos ha invitado a un abrazo. La constitución Dei verbum  que respaldaba la Lectio Divina para el público en general, así como en entornos monásticos, citaba a San Ambrosio sobre la importancia de la oración junto con la lectura de las Escrituras y fijado:

Y recuerden que la oración debe acompañar la lectura de la Sagrada Escritura, para que Dios y el hombre hablen juntos; porque "le hablamos cuando oramos; lo escuchamos cuando leemos el dicho divino.

El Papa Benedicto XVI enfatizó la importancia de usar la Lectio Divina y las oraciones sobre las Escrituras como  luz guía y una fuente de dirección y afirmó: "Nunca se debe olvidar que la Palabra de Dios es lámpara para nuestros pies y lumbrera para nuestro camino".

### Contemplatio("contemplación")

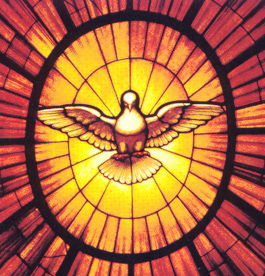
Vidrieras del Espíritu Santo como una paloma, c. 1660.

La contemplación tiene lugar en términos de oración silenciosa que expresa amor por Dios. El Catecismo de la Iglesia Católica define la oración contemplativa como "escuchar la Palabra de Dios" en un modo atento. Dice "La oración contemplativa es silencio, el" símbolo del mundo por venir "o" amor silencioso ". Las palabras en este tipo de oración no son discursos, son como leña que alimenta el fuego del amor. En este silencio, insoportable para el hombre "exterior", el Padre nos habla su Verbo encarnado, que sufrió, murió y resucitó; en este silencio el Espíritu de adopción nos capacita para participar de la oración de Jesús ".
El papel del Espíritu Santo en la oración contemplativa ha sido enfatizado por escritores espirituales cristianos durante siglos. En el siglo XII, San Bernardo de Claraval comparó el Espíritu Santo con un beso del Padre Eterno que permite al practicante de la oración contemplativa experimentar la unión con Dios. En el siglo XIV, Richard Rolle veía la contemplación como el camino que lleva al alma a la unión con Dios en el amor, y consideraba al Espíritu Santo como el centro de la contemplación.
Desde una perspectiva teológica, la gracia de Dios se considera un principio o causa de la contemplación, con sus beneficios entregados a través de los dones del Espíritu Santo.

## Otros métodos cristianos
| Guigo II                     | Santa Clara de Asís      |
| ---------------------------- | ------------------------ |
| Lectura (lectio)             | Mirar (intueri)          |
| Meditación (meditatio)       | Considerar (considerare) |
| Oración (oratio)             | Contemplar (contemplari) |
| Contemplación (contemplatio) | Imitar (imitare)         |

Si bien la Lectio Divina ha sido el método clave de meditación y contemplación dentro de las órdenes  Benedictina, Cisterciense y Cartuja, otras órdenes religiosas católicas han utilizado otras métodos.
Un ejemplo es otro enfoque de cuatro pasos, el de Santa Clara de Asís que se muestra en la Tabla 1, que es utilizado por la orden franciscana. El método de Santa Clara es más visual que el de Guigo II, que parece más intelectual en comparación.
El método de "recogimiento" de Santa Teresa de Ávila que usa pasajes de libros para mantener el enfoque durante la  meditación tiene similitudes con la forma en que la  Lectio Divina  usa un pasaje bíblico específico como pieza central de una sesión de meditación y contemplación. Es probable que Teresa no conociera inicialmente los métodos de Guigo II, aunque puede haber sido influenciada indirectamente por esas enseñanzas a través de las obras de Francisco de Osuna que estudió en detalle.

## Ver además
- Meditación cristiana
- Ejercicios espirituales
- Midrash
- La escalera del divino ascenso

## Otras lecturas
- Basil Pennington (1998), Lectio Divina: Renewing the Ancient Practice of Praying the Scriptures (ISBN 0-8245-1736-9).
- Geoff New, Imaginative Preaching: Praying the Scriptures so God Can Speak through You, Langham Global Library, (ISBN 9781783688999).
- Sr Pascale-Dominique Nau, When God Speaks: Lectio Divina in Saint John of the Cross, the Ladder of Monks and the Rule of Carmel (Rome, 2012). (ISBN 978-1291037029).
- Guigo II the Carthusian, The Ladder of Monks translated by Sr Pascale-Dominique Nau, OP, Rome, 2013.
- Jean Khoury, Pequeño Catecismo de la lectio divina (2012) (ASIN: B008LN4XHO Kindle/Amazon).
- Jean Khoury, Lectio Divina at the School of Mary (2018), (ISBN 978-1976811722).